# Décès en 1419
Décès
- 1415
- 1416
- 1417
- 1418
- 1419
- 1420
- 1421
- 1422
- 1423

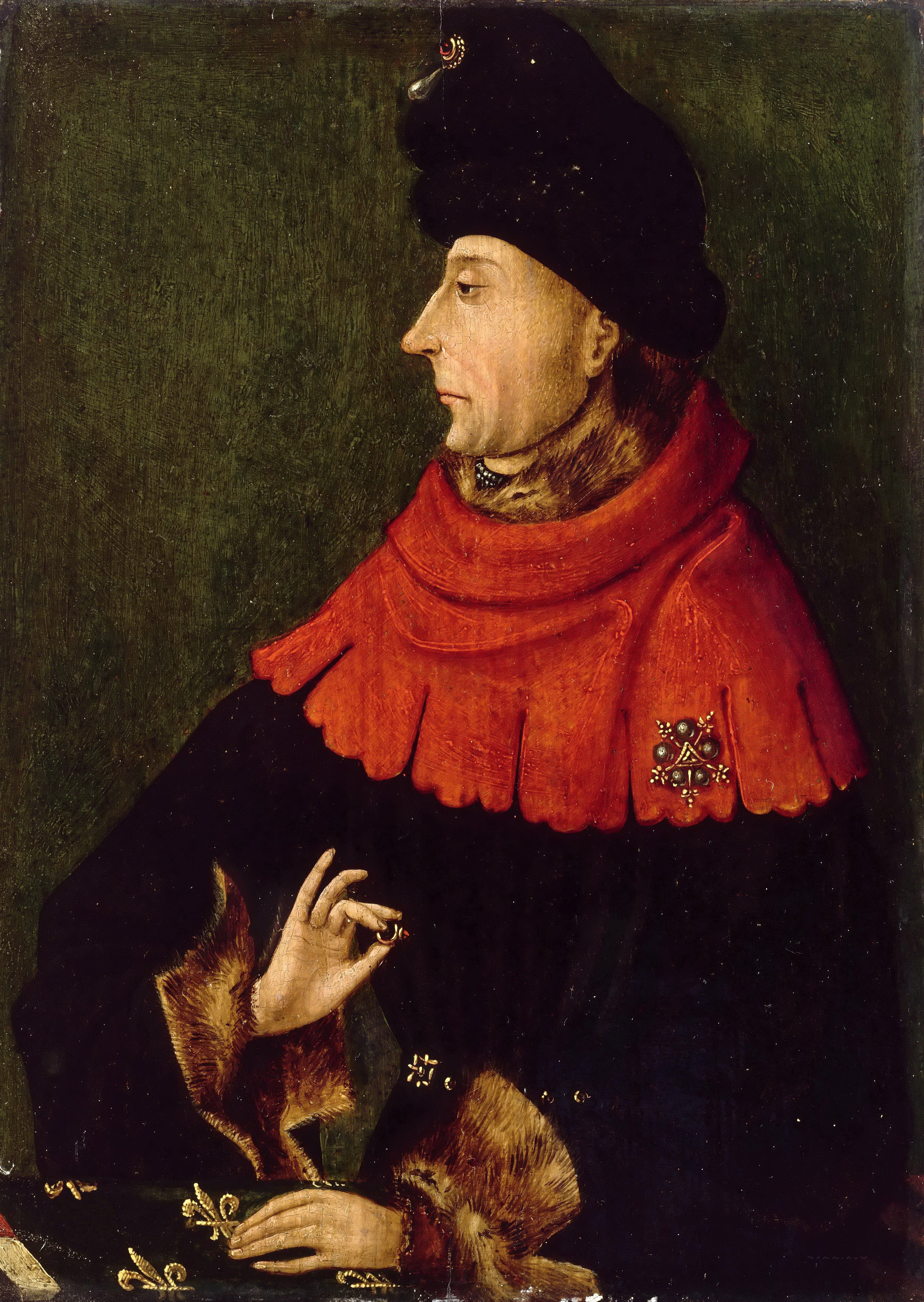
Jean sans Peur, assassiné en 1419.

Cette page dresse une liste de personnalités mortes au cours de l'année 1419 :
- 5 avril : Saint Vincent Ferrier prédicateur dominicain espagnol.
- 8 avril : Maulana Malik Ibrahim (id) à Java, dont la tradition fait un apôtre de l’Islam[1]. C’est probablement un marchand venu de Perse ou de la côte occidentale de l’Inde, enrichi par le commerce des épices, qui a essayé en vain de convertir l’empereur du Majapahit.
- 27 avril : Henri le Barbu, évêque de Vannes puis de Nantes.
- 28 mai : Jean de Wallenrode, chevalier dans Ordre Teutonique et à la fin de sa carrière  archevêque de Riga sous le nom de « Jean V »  et prince-évêque de Liège sous le nom de « Jean VI ».
- 10 juin : Giovanni Dominici, dominicain italien.
- 11 juin : Rodolphe III de Saxe, prince-Électeur et duc de Saxe.
- 28 juin : Amédée de Saluces, pseudo-cardinal italien.
- 2 juillet : Eberhard IV de Wurtemberg, comte de Wurtemberg et d'Urach.
- 14 juillet : Jean Langret, évêque de Bayeux.
- 16 août : Wenceslas IV, surnommé « l'Ivrogne », roi de Germanie et de Bohême.
- 20 août : Georg von Liechtenstein-Nicolsburg, prince-évêque de Trente, pseudo-cardinal autrichien.
- 10 septembre : Jean sans Peur, ou Jean Ier de Bourgogne, duc de Bourgogne.
- 19 septembre : Raoul IX de Montfort, seigneur de Montfort, de Gaël, de Kergorlay, de Frinandour et d'Acquigny et baron de la Roche-Bernard.
- 23 septembre : Jean II de Nassau, comte de Nassau-Wiesbaden-Idstein, archevêque de Mayence.
- 26 septembre : Jeongjong, 2e roi de Joseon.
- décembre : Kara Youssouf, ou Youssouf le Noir,  souverain des Moutons Noirs Turcomans (Kara Koyunlu).
- 22 décembre : Jean XXIII, né Baldassarre Cossa, considéré comme antipape par l’Église catholique romaine.
- 30 décembre : Venceslas II de Legnica, prince Piast, évêque de Lubin puis de Wroclaw et duc de Legnica.

- Alain Blanchard, capitaine des arbalétriers de Rouen durant la guerre de Cent Ans.
- Antoni Canals, frère dominicain et écrivain.
- Pierre de Béarn, demi-frère bâtard de Gaston III de Foix-Béarn.
- Jean de Boissey, évêque de Bayeux.
- Jean de Bouquetot, évêque de Bayeux.
- Archambaud de Foix-Navailles, sire de Navailles.
- Jean de Roucy, évêque de Laon.
- Tsongkhapa, moine réformateur tibétain, fondateur de la tradition Gelugpa (« bonnets jaunes » du bouddhisme tibétain. Maître de l’Amdo venu du Tibet central, son école prend le nom de « dge-lugs-pa » ou « gelugpa », « les Vertueux », et reprend les enseignements, tombés en désuétude, des Kadampa.

## Crédit d'auteurs
- Cet article est partiellement ou en totalité issu de l'article intitulé « 1419 » (voir la liste des auteurs).